# Aggressive skating

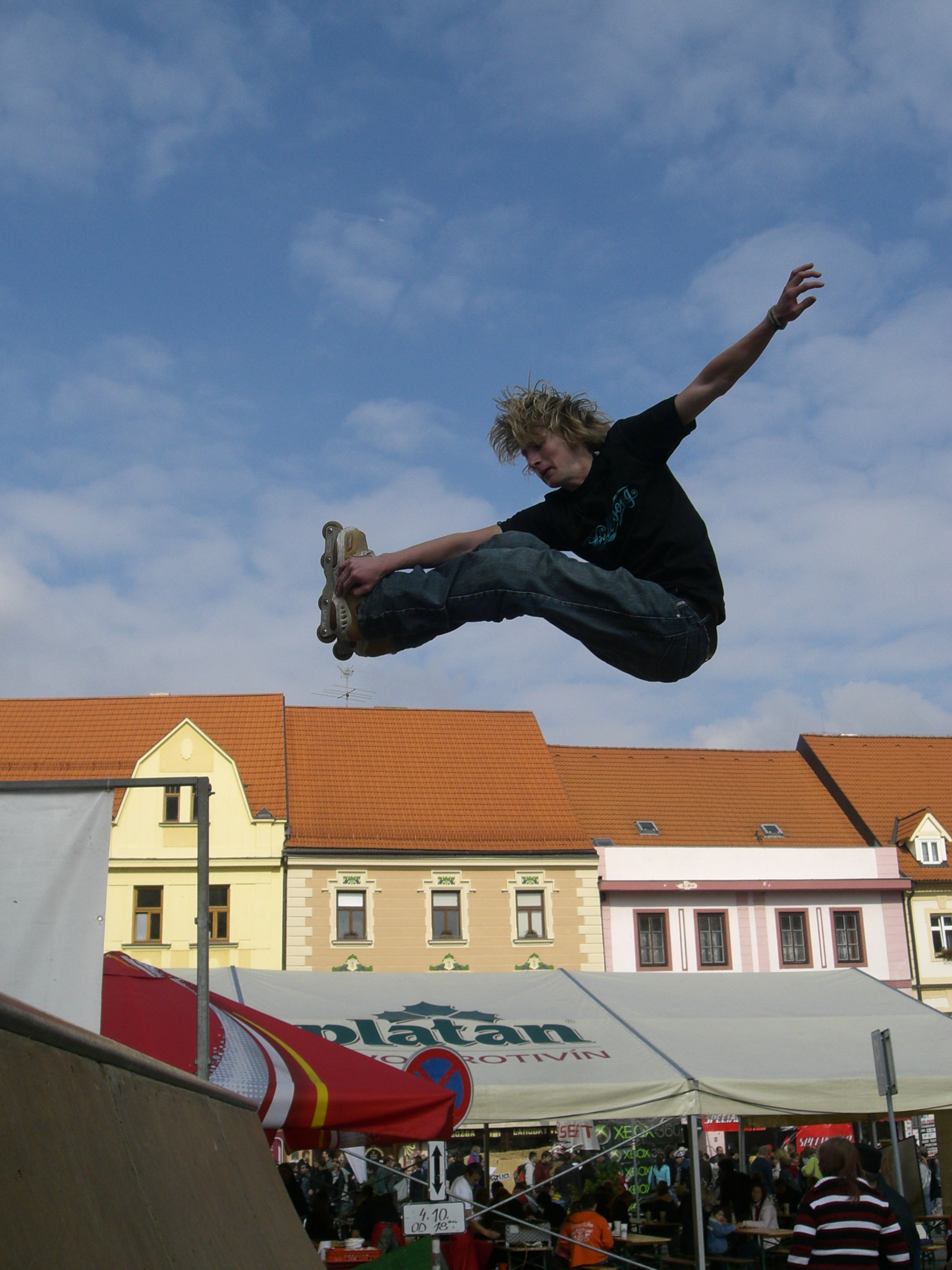

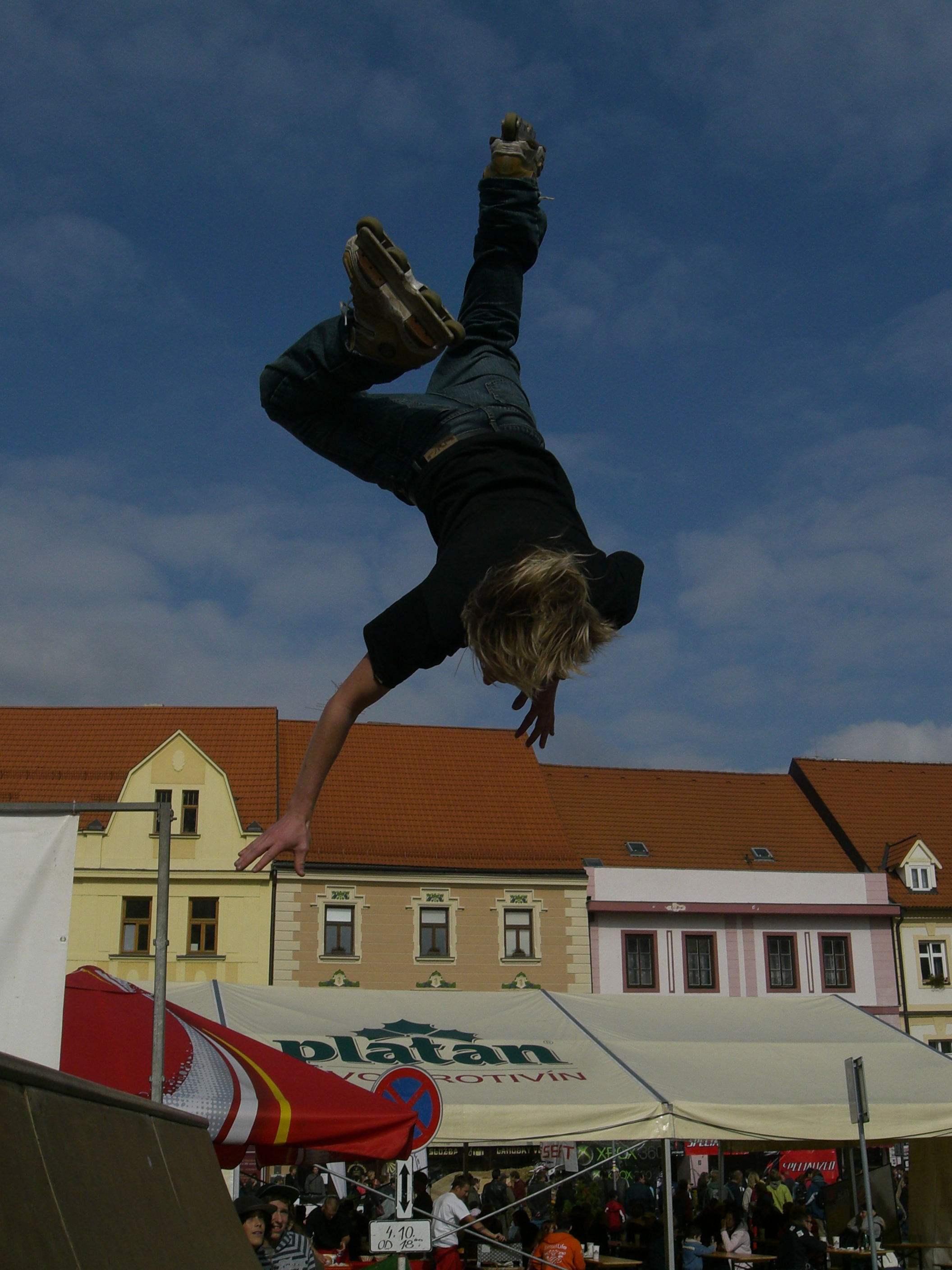

Aggressive skating (ook wel stuntskaten) is een vorm van skaten die zich kenmerkt door het doen van 'stunts'. Bij deze vorm zijn speciale "stunt skates" nodig. Stuntskaten kan gedaan worden op een skatebaan of op straat streetskaten. Voorbeelden van stunts zijn grinden (glijden op een rand of buis), grabs (in de lucht de skates op verschillende manieren vastpakken) en spins. Deze spins worden in graden gemeten: een half rondje is 180 graden, een hele 360, anderhalf rondje 540 enzovoort. Het record voor de meeste spins staat op naam van Eito Yasutoko: 1260 graden (drie en een halve draai) in een sprong.

## Onderdelen
Om grinden en stallen met skates mogelijk te maken zitten er op aggressive inline skates onderdelen zoals een soulplate (vernoemd naar de soul-grind), een U-block, cuffs, een speciale binnenschoen, stevigere lagers (bearings), lagere frames, backside soul-plates en soms grindwheels (van plastic). Ook zijn de wielen een stuk kleiner dan die van inlineskates.

## Historie
In 1849 vond Louis Legrange de inlineskates uit, ontworpen voor ijshockeyspelers zodat ze in de zomerperiode konden blijven trainen. Het inlineskaten werd in 1995 voor het eerst onderdeel van de X-Games waarna het in 2005 weer geschrapt werd van de X-Games.